# Administració Fotocinematogràfica Panucraïnesa
L'Administració Fotocinematogràfica Panucraïnesa (ucraïnès: Всеукраїнське фото кіноуправління, translit. Vse-Ukrains'ke Foto Kino Upravlinnia, coneguda per l'acrònim VUFKU (ucraïnès: ВУФКУ)) va ser un monopoli estatal cinematogràfic que va unir tota la indústria cinematogràfica a Ucraïna del 1922 al 1930. VUFKU es va integrar verticalment, controlava la producció, distribució i exhibició de pel·lícules.
La VUFKU es va establir el 13 de març de 1922 sota el Comissari Nacional d'Educació de la República Socialista Soviètica d'Ucraïna. Una directiva emesa pel comissari i el NKVD del 22 d'abril de 1922 va transferir totes les sales de cinema i totes les institucions i empreses d'indústries de fotografia i cinema situades a Ucraïna sota la jurisdicció de VUFKU.
VUFKU es va convertir en la propietària d'un gran estudi a Odessa i de dos estudis més reduïts (anomenats ateliers) a Kíev i Khàrkiv. També va llogar un estudi del comissari d'Educació de Crimea a Ialta. El 1929 es va obrir a Kíev els estudis de cinema més gran, els Estudis de Cinema Dovzhenko. Es van produir quatre pel·lícules el 1923, 16 el 1924, 20 el 1927, 36 el 1928 i 31 el 1929. En aquells anys, el personal de fabricació tècnica dels estudis va augmentar de 47 el 1923 a 1.000 el 1929. La quantitat de sales de cinema va créixer igual de ràpidament, passant de 265 el 1914 a 5.394 el 1928.

## Directors

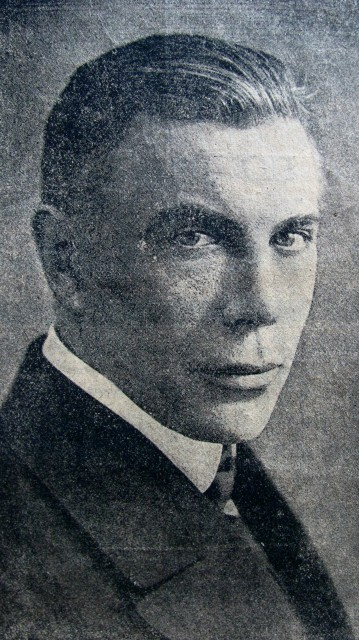
Pyotr Chardynin
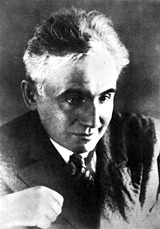
Les Kurbas
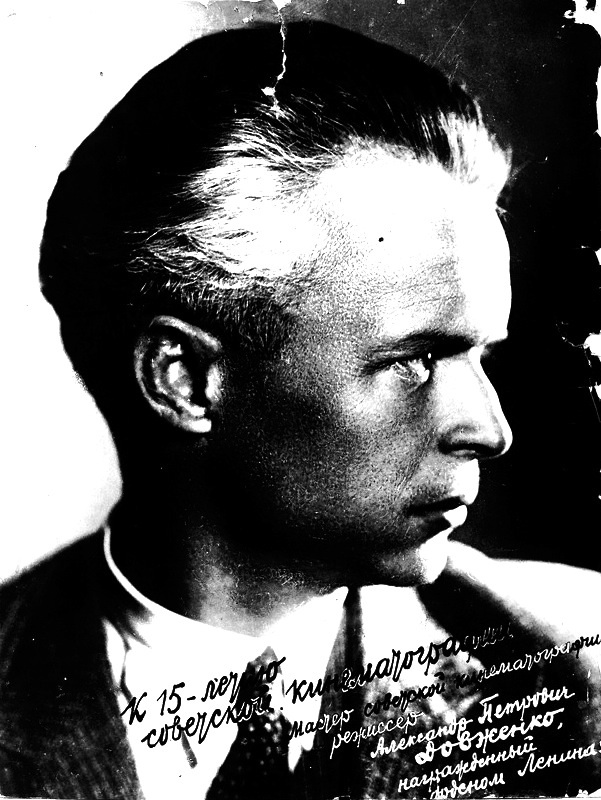
Oleksandr Dovjenko